# Гаркльова (Малопольське воєводство)
Гаркльова (пол. Harklowa) — село в Польщі, у гміні Новий Торг Новотарзького повіту Малопольського воєводства.
Населення — 570 осіб (2011).

## Географія
Село розташоване у південній частині Малопольського воєводства, на західній околиці українських етнічних земель Лемківщини.

### Клімат
| Клімат Гаркльови          | Клімат Гаркльови | Клімат Гаркльови | Клімат Гаркльови | Клімат Гаркльови | Клімат Гаркльови | Клімат Гаркльови | Клімат Гаркльови | Клімат Гаркльови | Клімат Гаркльови | Клімат Гаркльови | Клімат Гаркльови | Клімат Гаркльови | Клімат Гаркльови |
| Показник                  | Січ.             | Лют.             | Бер.             | Квіт.            | Трав.            | Черв.            | Лип.             | Серп.            | Вер.             | Жовт.            | Лист.            | Груд.            | Рік              |
| Середній максимум, °C     | −0,8             | 1,0              | 6,2              | 12,6             | 17,4             | 20,6             | 22,5             | 22,1             | 18,3             | 13,6             | 5,9              | 0,8              | 11               |
| Середня температура, °C   | −4,7             | −3               | 1,7              | 7,4              | 11,9             | 15,0             | 16,9             | 16,3             | 12,7             | 8,4              | 2,5              | −2,5             | 6                |
| Середній мінімум, °C      | −8,5             | −6,9             | −2,7             | 2,2              | 6,4              | 9,5              | 11,3             | 10,5             | 7,2              | 3,2              | −0,9             | −5,8             | 2                |
| Норма опадів, мм          | 35               | 32               | 38               | 57               | 90               | 122              | 113              | 101              | 65               | 49               | 49               | 42               | 793              |
| ------------------------- | ---------------- | ---------------- | ---------------- | ---------------- | ---------------- | ---------------- | ---------------- | ---------------- | ---------------- | ---------------- | ---------------- | ---------------- | ---------------- |
| Джерело: climate-data.org |                  |                  |                  |                  |                  |                  |                  |                  |                  |                  |                  |                  |                  |

## Демографія
Демографічна структура станом на 31 березня 2011 року:
|          | Загалом | Допрацездатний вік | Працездатний вік | Постпрацездатний вік |
| -------- | ------- | ------------------ | ---------------- | -------------------- |
| Чоловіки | 266     | 75                 | 164              | 27                   |
| Жінки    | 304     | 69                 | 176              | 59                   |
| Разом    | 570     | 144                | 340              | 86                   |